# Pyteränlampi
Pyteränlampi är en sjö i kommunen Vaala i landskapet Norra Österbotten i Finland. Sjön ligger 109,2 meter över havet. Arean är 61 hektar och strandlinjen är 6,28 kilometer lång. Sjön  ingår i Uleälvens huvudavrinningsområde.   Den ligger omkring 62 kilometer nordväst om Kajana och omkring 500 kilometer norr om Helsingfors. 